# Afalla Issen
Afalla Issen (en àrab أفلا يسن, Afallā Īssan; en amazic ⴰⴼⵍⴰ ⵉⵙⴰⵏ) és una comuna rural de la província de Chichaoua de la regió de Marràqueix-Safi, al Marroc. Segons el cens de 2014 tenia una població total de 8.129 persones.